# 라슈미카 만다나
라슈미카 만다나(힌디어: रश्मिका मंदाना, 영어: Rashmika Mandanna, 1996년 4월 5일 ~ )는 인도의 배우, 모델이다.